# جورج كونز (لاعب كرة قدم أمريكية)
جورج كونز (بالإنجليزية: George Kunz)‏ هو لاعب كرة قدم أمريكية أمريكي، ولد في 5 يوليو 1947 في Fort Sheridan, Illinois ‏ في الولايات المتحدة.

## وصلات خارجية
- جورج كونز على موقع مرجع كرة القدم المحترفة.كوم (الإنجليزية)